# Arcyptera albogeniculata
Arcyptera albogeniculata är en insektsart som beskrevs av Ikonnikov 1911. Arcyptera albogeniculata ingår i släktet Arcyptera och familjen gräshoppor. Inga underarter finns listade i Catalogue of Life.